# Мацзяяо

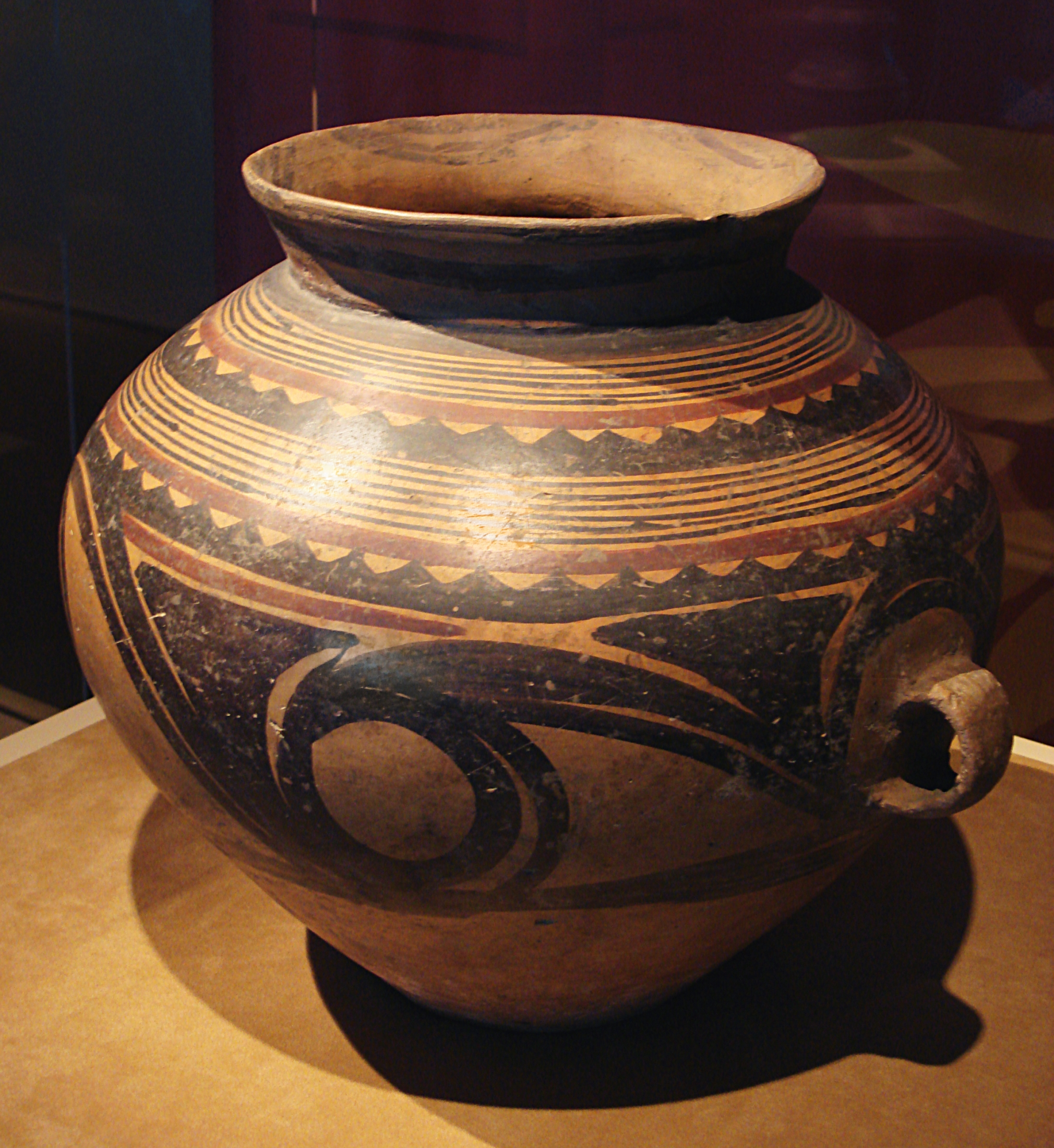
Розписаний глечик, культура Мацзяяо

Мацзяяо (кит. трад. 馬傢窰, спр. 马家窑, піньїнь: Mǎjiāyáo) - неолітична культура IV-III тис. до н. е., на території сучасного КНР, одна з трьох (поряд з Цюйцзялін і Яншао), що існували практично паралельно і відіграли найбільшу роль у процесі формування китайського етносу неолітичних культур басейну річки Хуанхе і прилеглих територій на місці сучасних провінцій Ганьсу і Цин.
Область поширення цієї культури - верхня течія річки Хуанхе, північно-західніше ареалу культури Цюйцзялін. Ця культура належить вченими до типових східноазійських культур розписної кераміки. Відмінністю цієї культури є те, що глиняний посуд розфарбовувався після випалу печі. Головною сільськогосподарською культурою була чумиза (сорт проса). Основними домашніми тваринами були собаки та свині. У селищах культури Мацзяяо знайдено вироби з міді та бронзи.
Існує версія, що носії цієї культури говорили мовами тибето-бірманської групи.
У середині 3 тис. до н. е. культуру Мацзяяо змінила пізньонеолітична культура чорної кераміки Луншань (龍山, 龙山). Згідно з прийнятими в КНР теоріями, культура Луншань прийшла на зміну попереднім культурам вже в V тис. до н. е.